# Пино-сулла-Спонда-дель-Лаго-Маджоре
Пино-сулла-Спонда-дель-Лаго-Маджоре (итал. Pino sulla Sponda del Lago Maggiore) — коммуна в Италии, располагается в провинции Варесе области Ломбардия.
Население составляет 230 человек (2008 г.), плотность населения составляет 33 чел./км². Занимает площадь 7 км². Почтовый индекс — 21010. Телефонный код — 0332.
Покровителями коммуны почитаются святые Кирик и Иулитта, празднование 16 июня.

## Демография
Динамика населения:

## Администрация коммуны
- Официальный сайт: